# Louis Gabriel de Planelli de Maubec
Louis Gabriel de Planelli marquis de Maubec, seigneur de Bourgoin et comte de Château-Chinon, est un homme politique français né le 13 janvier 1744 à Lyon (Rhône) et décédé le 18 décembre 1832 à Grenoble (Isère).
Enseigne des gardes françaises en 1766, puis capitaine en 1778 et maitre de camp en 1786. Il est député suppléant de la noblesse pour le bailliage de Rouen aux États généraux de 1789, admis à siéger le 21 avril 1790. Il siège à droite et soutient l'Ancien régime. Il est fait maréchal de camp en 1816.

## Sources
- « Louis Gabriel de Planelli de Maubec », dans Adolphe Robert et Gaston Cougny, Dictionnaire des parlementaires français, Edgar Bourloton, 1889-1891 [détail de l’édition]